# Platacmaea cretiseca
Platacmaea cretiseca là một loài bướm đêm thuộc họ Lyonetiidae. Nó được tìm thấy ở Kenya.